# فوکر دی.۱۷
فوکر دی. ۱۷ (انگلیسی: Fokker D.XVII) یک هواپیمای ساخت فوکر است.